# ジャバド・カゼミヤン
ジャバド・カゼミヤン（جواد كاظميان, Javad Kazemian, 1982年4月23日 - ）は、イラン・カーシャーン出身の同国代表の元サッカー選手(FW)。

## 来歴
2000年、サイパFCにてデビュー。1年目から高いパフォーマンスを発揮し、翌年1月にはイラン代表で初キャップを記録した。また、同年にはアルゼンチンで開催されたFIFAワールドユースにも出場した。2002年、アジア競技大会のサッカーではU-23代表として出場し、決勝で日本を破るゴールを決めている。2006年、ドイツW杯のメンバーにも選出されたが出場機会はなかった。

## 所属クラブ
- サイパFC 2000-2002
- アル・アハリ・ドバイ 2002-2003
- サイパFC 2003
- ピルズィ・テヘラン 2003-2006
- アル・シャアブ 2006-2007
- アル・シャバーブ・アル・アラビー 2007-2008
- アジュマーン 2008-2010
- エミレーツ・クラブ 2010
- フーラッド・モバラケ・セパハンFC 2010-2011
- ピルズィ・テヘラン/ペルセポリスFC 2011-2013
- トラークトゥール・サーズィーFC 2013-2014
- サバー・ゴムFC 2014-2015

## 代表歴

### 出場大会
- イラン代表
  - 2006 FIFAワールドカップ

### 試合数
- 国際Aマッチ 40試合 3得点（2001年-2011年）[1]

| イラン代表 | 国際Aマッチ | 国際Aマッチ |
| 年         | 出場        | 得点        |
| ---------- | ----------- | ----------- |
| 2001       | 5           | 0           |
| 2002       | 6           | 0           |
| 2003       | 5           | 0           |
| 2004       | 2           | 0           |
| 2005       | 4           | 0           |
| 2006       | 7           | 0           |
| 2007       | 4           | 1           |
| 2008       | 2           | 0           |
| 2009       | 2           | 0           |
| 2010       | 0           | 0           |
| 2011       | 3           | 2           |
| 通算       | 40          | 3           |

## 外部サイト
- 公式ウェブサイトジャバドカゼミヤン
- ジャバド・カゼミヤン - National-Football-Teams.com (英語)
- ジャバド・カゼミヤン - Soccerway.com (英語)
- ジャバド・カゼミヤン - Soccerbase.comによる選手データ (英語)
- ジャバド・カゼミヤン - FootballDatabase.eu (英語)
- ジャバド・カゼミヤン - WorldFootball.net (英語)
- ジャバド・カゼミヤン - Transfermarkt.comによる選手データ (英語)